# Centrobvarium lobates
Centrobvarium lobates är en plattmaskart. Centrobvarium lobates ingår i släktet Centrobvarium och familjen Cryptogonimidae. Inga underarter finns listade i Catalogue of Life.